# Thomas A. Heppenheimer
Thomas Adolph Heppenheimer (Nova York, 1 de gener de 1947 - Pittsburgh, 9 de setembre de 2015) va ser un escriptor estatunidenc. Gran defensor de l'espai i investigador en ciències planetàries, enginyeria aeroespacial i mecànica celeste, els seus llibres figuren a la llista de lectura recomanada de la National Space Society.

## Llibres
- A brief history of flight : from balloons to Mach 3 and beyond (2001) ISBN 0-471-34637-3
- Colonies in Space (Stackpole, 1977) ISBN 0-8117-0397-5
- The coming quake : science and trembling on the California earthquake frontier  (1988) ISBN 0-8129-1616-6
- Countdown: A History of Space Flight  (1999) ISBN 0-471-29105-6
- Development of the Space Shuttle, 1972-1981. Smithsonian Institution Press, 2002. ISBN 1-58834-009-0
- Facing the Heat Barrier: A History of Hypersonics. NASA SP-2007-4232
- First flight : the Wright brothers and the invention of the airplane  (2003) ISBN 0-471-40124-2
- Flight : a history of aviation in photographs  (2004) ISBN 1-55297-984-9
- The man-made sun : the quest for fusion power (1984) ISBN 0-316-35793-6
- The Real Future. Doubleday, 1983. ISBN 0-385-17688-0
- The space shuttle decision : NASA's search for a reusable space vehicle (1999) NAS 1.21:4221
- Toward distant suns (1979) ISBN 0-8117-1578-7
- Turbulent skies : the history of commercial aviation (1995) ISBN 0-471-10961-4